# Savoy (román együttes)
A Savoy román könnyűzenei együttes, amely ezen a néven 1969 óta működik.

## Története
Első nyilvános fellépésükre 1965-ben, két évvel a zenekar megalakulása után került sor. Eleinte Stars 23 néven futottak, majd 1969-ben a bukaresti Constantin Tănase Színház Savoy termében rendezett koncertjük után a Savoy nevet vették fel. 1972-ben és 1973-ban különböző ifjúsági fesztiválokon léptek fel a Szovjetunióban és az NDK-ban, s több díjat is nyertek. 1978-tól rendszeresen turnéztak külföldön is (Szovjetunió, Kuba, Magyarország, Bulgária, NDK, Algéria).

## Tagok
- Marian Nistor (gitár, vokál)
- Ionel Samoila (basszusgitár, vokál)
- Nikolae Rotarescu (dob, vokál)
- George Mitrea (gitár, ütőhangszerek, vokál)
- Nicolae Calangiu (orgona)
- Ionel Orban (billentyűsök, furulya, vokál)

## Lemezeik

### Nagylemezek
- Iscalitura de lumină (1977, STM-EDE 01265)
- Anotimpuri (1978, ST - EDE 01721)
- Lied cu fluturi (1978, STM-EDE 01496)
- Haiducul (1980, ST-EDE 01966)
- Apa trece, pietrele rămân (1981, ST - EDE 02284)
- Domnisoara, Domnisoara (1983)
- Eu Sunt Ca Viata (1986)
- Fă-mă doamne-o lacrimă (1988, ST-EDE 04007)
- Floarea Dorului (1988)
- Garoafă albă (1988)

### Középlemez
- Ciobănaşul / Melodie din Oaş / Mândruliţa Mea / Dorul (1971, 45-EDC 10161)

### Kislemez
- Povestea Lui Păcală / Salcie faţă de balta (1971, STM EDC 10465)